# Ptychadena mascareniensis
Espèce
Synonymes
- Rana mascareniensis Duméril & Bibron, 1841
- Rana savignyi Jan, 1857
- Rana idae Steindachner, 1864
- Rana nigrescens Steindachner, 1864
- Rana spinidactyla Cope, 1865
- Rana marchei Rochebrune, 1885

Statut de conservation UICN

 LC  : Préoccupation mineure
Ptychadena mascareniensis est une espèce d'amphibiens de la famille des Ptychadenidae.

## Répartition

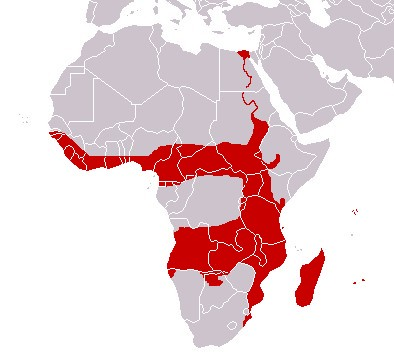
Distribution.

Cette espèce se rencontre en Afrique du Sud, en Angola, au Botswana, au Cameroun, en Côte d'Ivoire, en Égypte, en Éthiopie, au Gabon, au Ghana, en Guinée, en Guinée équatoriale, en Guinée-Bissau, au Kenya, au Liberia, à Madagascar, au Malawi, en Mauritanie, au Mozambique, en Namibie, au Nigeria, en République centrafricaine, en République démocratique du Congo, en République du Congo, au Rwanda, au Sénégal, en Sierra Leone, au Soudan, au Soudan du Sud, en Tanzanie, en Zambie et au Zimbabwe,.
Elle a été introduite à l'île Maurice, à La Réunion et aux Seychelles.

## Description

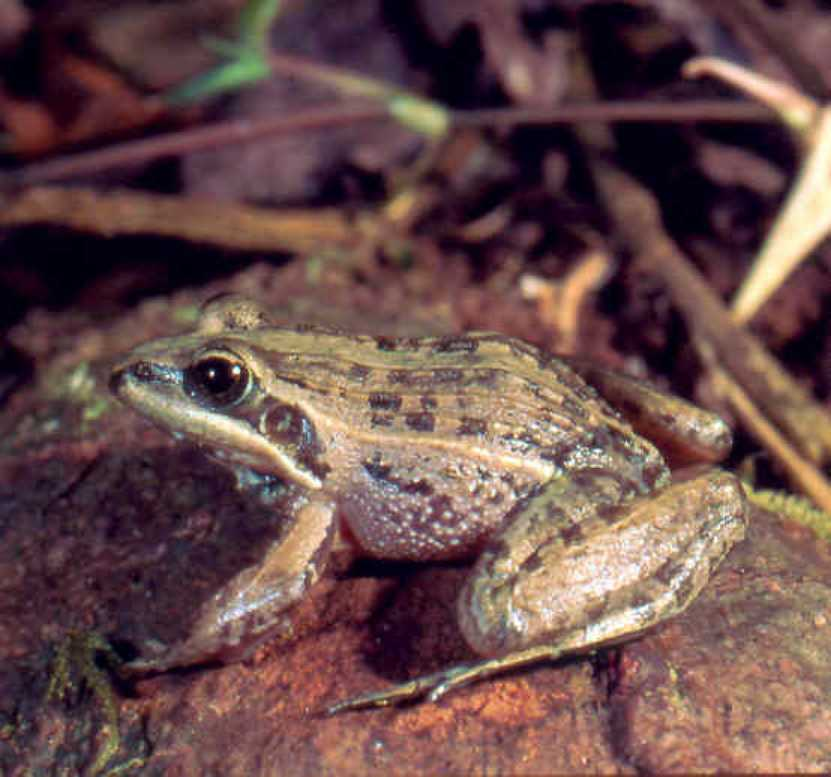

Ptychadena mascareniensis mesure de 43 à 57 mm pour les mâles et de 43 à 68 mm (voire plus) pour les femelles. Son dos est brun uniforme avec plusieurs taches noires de chaque côté. La ligne médiane part du museau et est de couleur (blanche, beige, jaune, orange ou verte) ; certains individus en sont dépourvus. Son ventre varie du blanc au jaunâtre avec parfois des mouchetures noires au niveau de la gorge. Les mâles présentent une paire de sacs vocaux de couleur grise.

## Étymologie
Son nom d'espèce, composé de mascaren et du suffixe latin -ensis, « qui vit dans, qui habite », lui a été donné en référence au lieu de sa découverte, les Mascareignes.

## Publication originale
- Duméril & Bibron, 1841 : Erpétologie générale ou Histoire naturelle complète des reptiles, vol. 8, p. 1-792 (texte intégral).